# Mørbrad
En mørbrad er en kødudskæring fra en muskel på indersiden af rygsøjlen.
Alt efter dyret kaldes den svinemørbrad, kalvemørbrad, oksemørbrad eller lammemørbrad.
Ved tilberedning kan dele af mørbraden skæres fra som fx bimørbraden og den langsgående sene.
Mørbraden er musklen Musculus psoas major; på engelsk "tenderloin". 